# ハルとナツ
『ハルとナツ』は、武田すんによる日本の漫画。『ヤングアニマルあいらんど』（白泉社）にて、no.7より連載開始、同誌が『ヤングアニマルイノセント』へリニューアルするも1号限りで休刊するまで連載された。その後、『ヤングアニマル嵐』に移籍し、2014年No.6から2014年No.11まで連載された。『ヤングアニマル』本誌に掲載されたこともあり、『ヤングアニマルあいらんど/イノセント』掲載時とコミックス第2巻以降収録時とでは話数番号が異なる。単行本はジェッツコミックスより全5巻が刊行されている。

## ストーリー
木村誠は西高のアイドル笠原春菜に告白し、フラれてしまった。だが、告白した相手は双子の姉である笠原夏実だった。つまり勘違いされてフラれてしまったのだ。後日、誠は2人の家へ呼び出され、同じ顔が2つあり状況を理解する。実は両想いであった春菜と、徐々に好きになっていく夏美とで、3人は三角関係になってしまう。独占欲の強い2人は、木村の気を引こうと様々な手段を用いる。

## 登場人物
木村 誠（きむら まこと）
西高に通う、いたって普通で誠実な男子高校生。
春菜との出会いは運動会。貧乏くじを引かされた彼は炎天下で着ぐるみを着て裏方の作業をさせられる。作業中、フラフラになっている着ぐるみを見つけ助ける。中身は同じ男だと思っていたのだが、その中身が春菜であり恋に落ちることになる。
春菜と夏実の間では、振り回されて優柔不断な態度を見せるものの、第2話の春菜へ自分の水着を投げるシーンなど肝心な場面では決断力を見せる。
笠原 春菜（かさはら はるな）
西高の1年A組で美術部に所属。好きなものは料理と美術。夏実は双子の姉。
性格は真面目で控えめ清楚。その上美人なので学校のアイドル的存在。エッチなことには否定的。
真面目で禁欲的な反面、嫉妬深く独占欲が異常に強い。木村を思うあまりタガがはずれ暴走することが多い。また話が進むにつれ屈折した性癖をみせるようになる。
笠原 夏実（かさはら なつみ）
春菜の双子の姉。進学校である白泉（はくせん）高校の1年生。好きなものは勝負、欲しい物は手に入れること。
性格は春菜と対照的に不真面目で奔放な遊び人。春菜曰く、「傍若無人、短絡的、節操がない」。
春菜と間違って告白してきた木村に対して、当初はにべも無く振っていたのだが、木村のウブな性格に惹かれ積極的にアピールをしている。
東野（ひがしの）
西高の3年生で、春菜が所属する美術部の部長。春菜を狙っているが、春菜からは相手にされていない。
藤間 雅人（とうま まさと）
夏実のクラスメイト。白泉高校に入学して間もないころ、不良に絡まれていたところを夏実に助けられたのがキッカケで夏実のことを好きになる。
入学当初はメガネで小太りだったが、夏実に相応しい男に成るべく努力し、ホストのような風貌のイケメンになった。親が経営している病院を継ぐ予定。

## 書誌情報
- 武田すん 『ハルとナツ』 白泉社〈ジェッツコミックス〉、全5巻
  1. 2010年4月発行（2010年3月29日発売）、ISBN 978-4-592-14653-7
  2. 2011年5月発行（2011年5月27日発売）、ISBN 978-4-592-14654-4
  3. 2012年10月発行（2012年9月27日発売）、ISBN 978-4-592-14655-1
  4. 2013年9月27日発売、ISBN 978-4-592-14656-8
  5. 2014年12月26日発売、ISBN 978-4-592-14657-5